# جان بيار غرينغر
جان بيار غرينغر (بالفرنسية: Jean-Pierre Granger)‏ هو رسام فرنسي، ولد في 11 مارس 1779 في باريس في فرنسا، وتوفي بنفس المكان في 1 ديسمبر 1840.